# Жанна Ламотт
Жа́нна де Люз де Сен-Ремі́ де Валуа́ (фр. Jeanne de Luz de Saint-Rémy, de Valois, comtesse de la Motte; 22 липня 1756 , Фонтетт  — 23 серпня 1791 , Лондон ) — авантюристка, яка виводила своє походження від Анрі де Сен-Ремі (1557—1621), якого вважають позашлюбним сином короля Генріха II Валуа від зв'язку з Ніколь де Савіньї. 1780 року одружилася з графом Ламоттом, офіцером гвардії графа д'Артуа, і взяла його прізвище.

## Життєпис
Народилася в бідній родині. У юності була гарною, що, в поєднанні з чутками про високе походження, допомогло їй вдало одружитися. Графиня де Ламотт увійшла у вище товариство, стала коханкою кардинала Луї де Рогана, її вважали близькою подругою королеви Марії-Антуанетти; мабуть, ступінь дружнього ставлення королеви (сама Марія-Антуанетта згодом стверджувала, що зовсім не була знайомою з де Ламотт) дуже перебільшила сама графиня з метою шахрайства разом із коханцем. Брала участь також у справах відомого авантюриста Каліостро. Протягом двох років, від 1784 до 1786 року, зацікавила собою все європейське товариство як сумна героїня відомої «справи про намисто» .
Засуджена до довічного ув'язнення, втекла з в'язниці (як дехто підозрював, за допомоги королеви) і надрукувала в Лондоні свої виправдувальні мемуари, а також памфлет, спрямований проти королеви та вищих придворних осіб, під назвою «Vie de Jeanne de Saint-Rémy, de Valois, comtesse de la Motte etc., écrite par elle-même» (Життя Жанни де Сен-Ремі, де Валуа, графині де ла Мотт і т. д., описане нею самою). Цей памфлет (фактична сторона якого дуже сумнівна) мав значний вплив на ставлення до королеви під час революції. Вважають, що до суду і страти Марії-Антуанетти графиня де Ламотт не дожила. За даними Енциклопедичного словника Брокгауза і Єфрона, 1791 року в Лондоні вона в нападі божевілля (прийняла чоловікового кредитора, який стукав у двері, за агента французького уряду) викинулася з вікна і померла через кілька днів. Згодом кілька самозванок видавали себе за графиню де Ламотт.
1882 року в Спогадах баронеси М. А. Боде, опублікованих у «Російському архіві» (Вип. 3—4. - С. 125—129), з'явилося повідомлення, що графиня де Ламотт 1812 року, перед самим вторгненням Наполеона, з'явилася в Росії, де прийняла російське підданство як графиня де Гаше. До 1824 року жила в Петербурзі, де підтримувала знайомство з багатьма аристократичними родинами. 1824 року імператору Олександру I стало відомо про перебування де Гаше в столиці через камеристку імператриці Єлизавети Олексіївни, англійку Бірч. Олександр I запросив де Гаше до палацу, і після бесіди її незабаром фактично вислано до Криму, куди вона вирушила разом із баронесою Юліаною Крюденер і княгинею А. С. Голіциною. Тут графиня де Гаше і померла 1826 року в Старому Криму.